# Bábske jazierko
Bábske jazierko je přírodní památka v katastrálních územích obcí Selice a Vlčany v okrese Šaľa v Nitranském kraji na Slovensku. Území bylo vyhlášeno v roce 1973 a jeho rozloha je 3,52 hektaru. Předmětem ochrany je mrtvé rameno Váhu s otevřenou vodní hladinou.